# Tanaostigmodes fernandesi
Tanaostigmodes fernandesi är en stekelart som beskrevs av Lasalle 1987. Tanaostigmodes fernandesi ingår i släktet Tanaostigmodes och familjen Tanaostigmatidae. Inga underarter finns listade i Catalogue of Life.